# 济南站
济南站位於中华人民共和国山东省济南市天桥区，始建于1904年，於1911年12月啟用，为中国铁路济南局集团特等客运站。原为津浦铁路（京沪铁路）中的一站，2006年桥南站至党家庄站的桥党联络线并入京沪铁路正线，原津浦铁路桥南站经济南站至党家庄站改称济南铁路，济南站自此不再位于京沪铁路正线，需通过济南铁路接入京沪铁路正线。此外，胶济铁路、胶济客专从此站始发，京沪高铁、济郑高铁、济青高铁、石济客专亦通过联络线接入此站。

## 历史

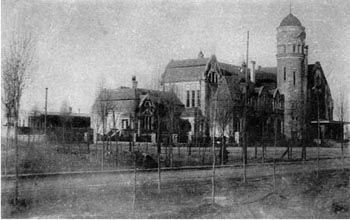
1912年的津浦铁路济南车站

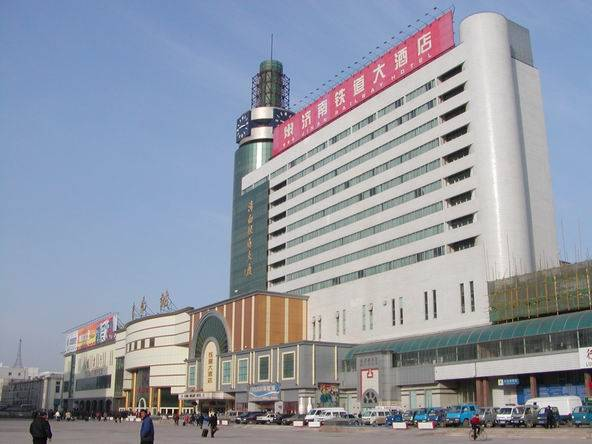
1995年重建后至2013年外立面改造前的济南火车站

1904年，胶济、津浦铁路相继铺设至济南，因统辖权不同，因而两座颇具规模的车站也相距数百米独立设置，两座车站均为欧式风格，在中国其他城市中罕见。火车站周边很快便成了人流密集的繁华地带，成了外地人进入商埠的门户。1911年12月，津浦铁路济南站启用。
1940年前，两座火车站同时使用，互不干扰，乘坐不同线路火车需在两座车站分别买票、候车。侵华日军于1937年底占领济南，将两座车站进行改造和扩建，1938年，将胶济铁路济南车站并入津浦铁路济南车站。1939年两条铁路接轨，胶济铁路自391公里+070米处改线接入津浦铁路济南车站，津浦铁路济南车站成为两大铁路干线共同使用的大型车站。而胶济铁路济南车站则被改为济南铁路局机关，后作为济南铁路分局，今为济南铁路办事处。
1958年，对火车站进行了部分改造，在西面修建了两层候车室和三座站台天桥，以增加容量。1972年，为欢迎到访济南的柬埔寨西哈努克亲王，新建了从站台直通站前广场的出口，当时称为迎宾门。
1989年，由于火车站规模不能适应日益增长的客流量，并且需要结合铁道部铁路建设和济南城建发展，对保留老站进行改造，还是彻底拆除另起炉灶，决策层与专家学者们展开了激烈争论，該站畢竟參與了濟南的交通發展，曾有很多人建议保留并作为博物馆，但济南市委还是坚持拆除的意见。时任济南市长的谢玉堂还以“它是殖民主义的象征，看到它就想起中国人民受欺压的岁月。那钟楼的绿顶子（穹隆顶）像是希特勒军队的钢盔，有什么好看的”作为拆除的理由。1992年3月，拆除方案最终敲定，7月，火车站被动工拆除，仅有钟楼上那口大钟仍然在济南铁路局的仓库中保存。1995年6月8日，在老站原址上建成的新站投入使用，但被一些济南人称为“不土不洋特色全无”，甚至还让一些人形成“优美的设计只能靠欧洲人来建”的观感，改建過程中濟南近代發展史保存的失誤連連，与宣称“消除殖民象征”的目的背道而驰。
2012年7月26日，济南站进行改造，拆除老售票大厅，新建新售票大厅，并对候车室、外立面进行改造。2013年9月16日，改造工程完工。
2013年8月1日，火车站北场站一体化建设工程开工，对1992年被拆除的钟楼、老站房、老行包房等德式老建筑进行复建，并紧邻老建筑建设一处北广场，向北疏散客流。

## 车站结构

### 站场

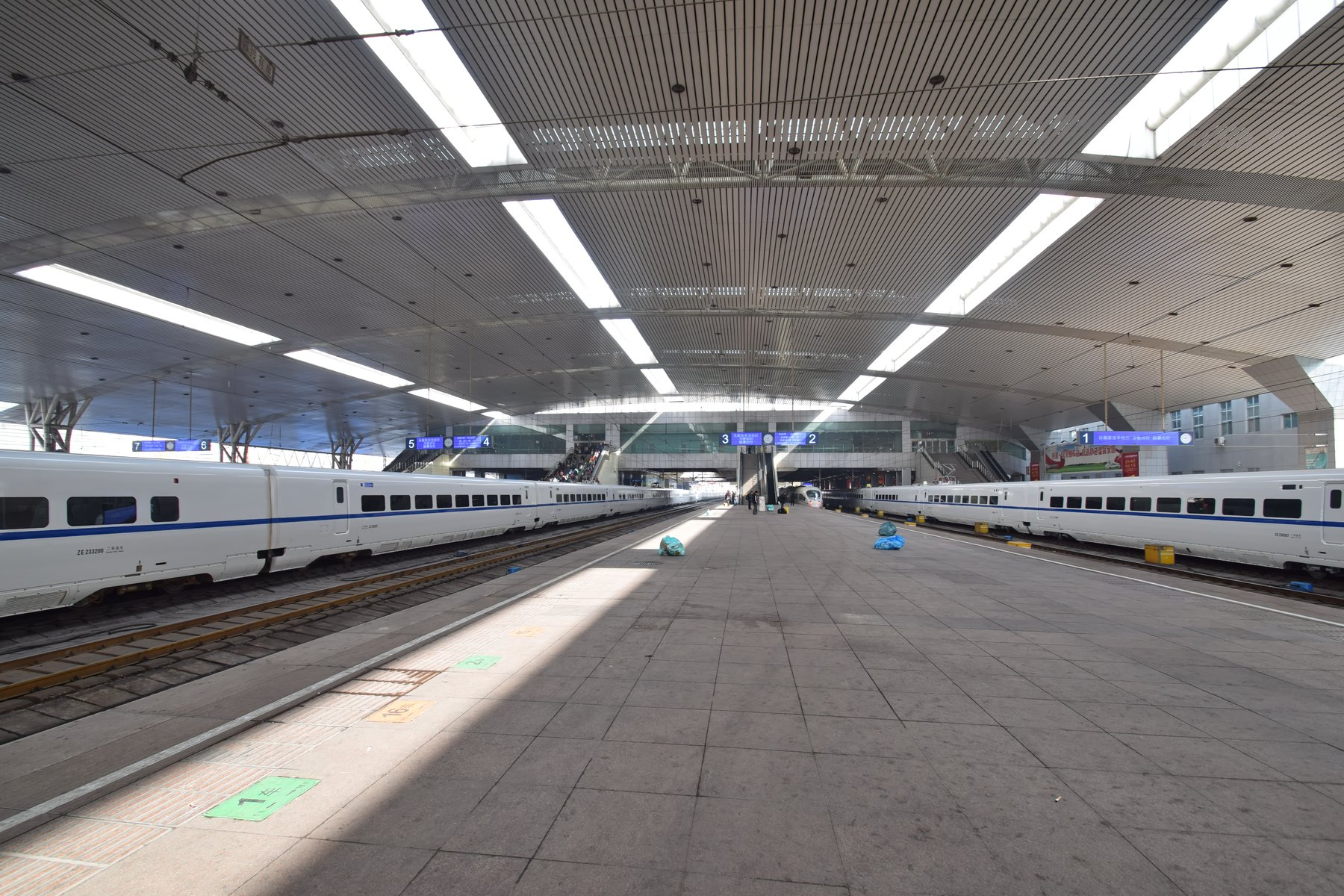
济南站2站台

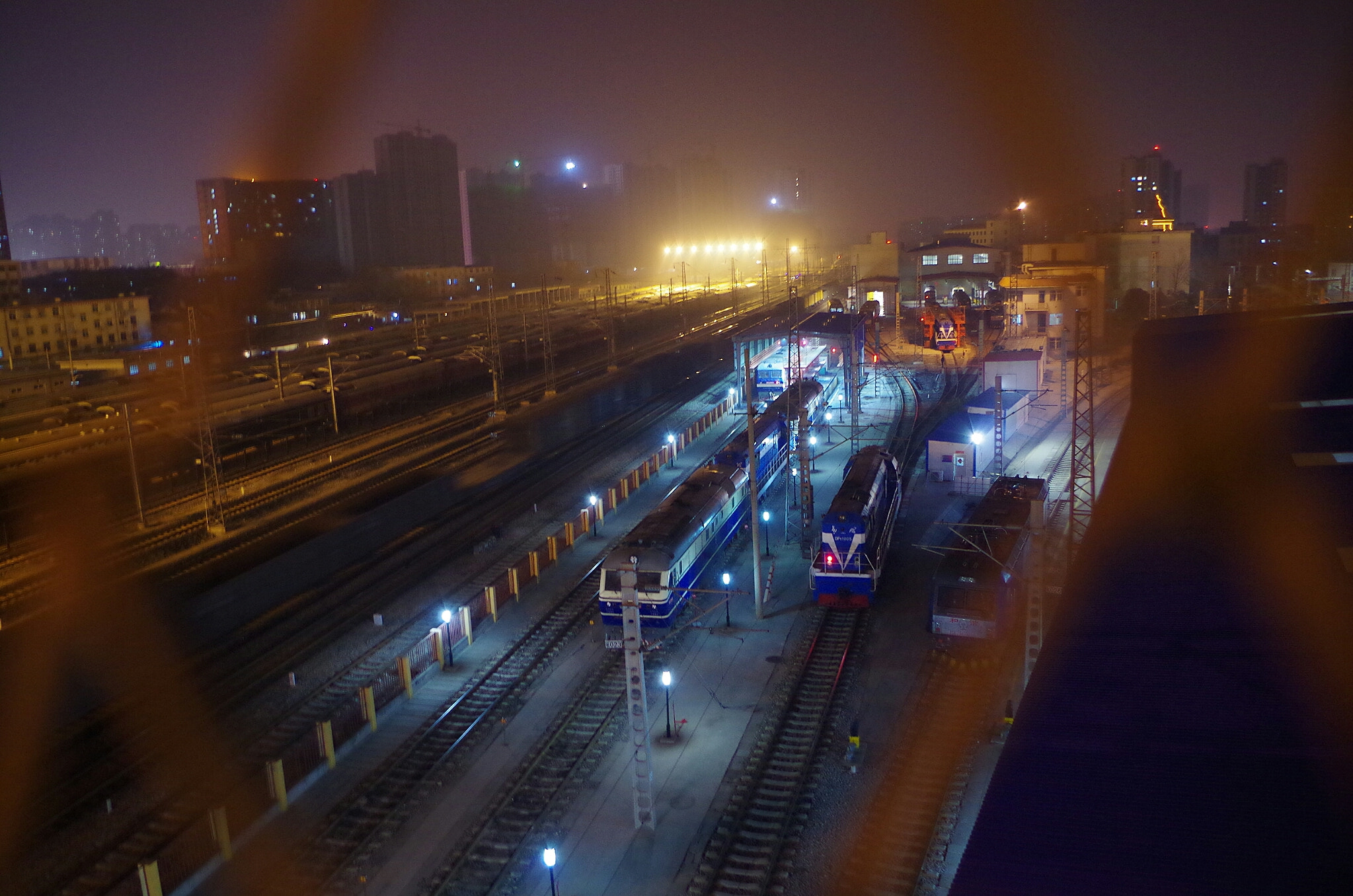
济南站货运到发场和调车场

济南站为客货纵列式布置，分别为客场（Ⅰ场）、货运到发场（Ⅱ场）和调车场（Ⅲ场）。其中货运到发场设7条股道、调车场设有8条股道。济南客场共10条股道，其中到发线7条、通过线3条，4座旅客站台：包括一个基本站台和三个中间站台。站场上方有高22.25米的无站台柱雨棚覆盖，覆盖面积4.5万平方米，最大跨度达到109.55米，为中国铁路系统内跨度最大。
| ↑ 北园 (东北) ↑ 大明湖 (东)   |
| 6 7 \| 5 4 \| 3 2 \| 1        |
| ↓ 济南南 (西) ↓ 济南西 (西南) |

## 接驳交通

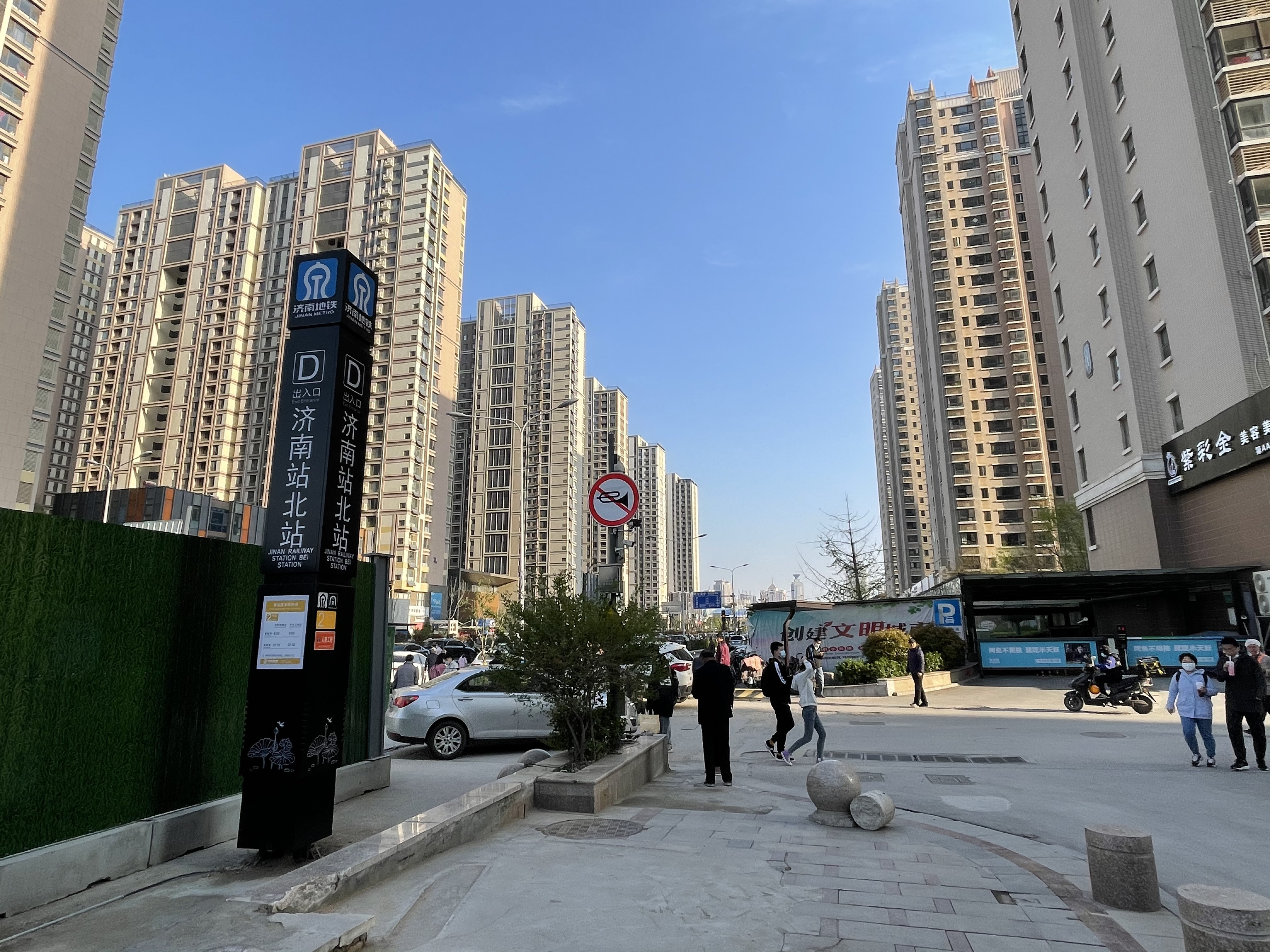
济南站北站D出口

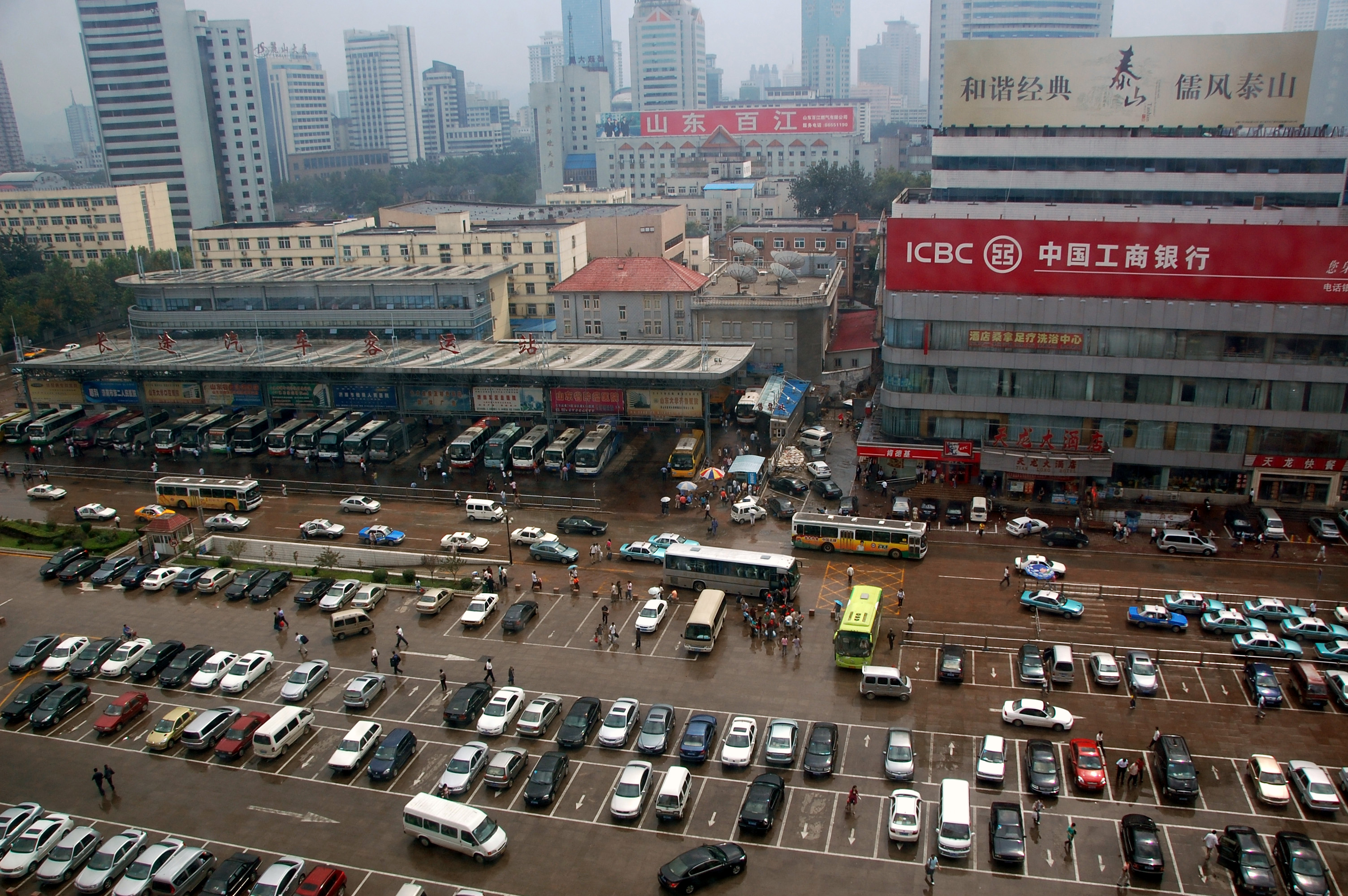
济南火车站广场汽车站

### 地铁
- 济南轨道交通2号线（此线路于济南站北站通过地下通道与本火车站未开通的北广场相连，但目前北广场尚未启用，无法进站乘车）
- 济南轨道交通6号线（规划中）

### 公共汽车
| 火车站（车站街） | 火车站（车站街）      | 火车站（车站街）       | 火车站（车站街）                          | 火车站（车站街）       | 火车站（车站街）       | 火车站（车站街）       | 火车站（车站街）              |
| 路线             | 终点                  | 路线                   | 终点                                      | 路线                   | 终点                   | 路线                   | 终点                          |
| ---------------- | --------------------- | ---------------------- | ----------------------------------------- | ---------------------- | ---------------------- | ---------------------- | ----------------------------- |
| K3               | 石门                  | K11                    | 十里河                                    | B18                    | 省立医院东院区         | K43                    | 领秀城西门                    |
| B84              | 赵家庄                | K156                   | 济南西站公交枢纽                          | BRT-5                  | 全运媒体村             |                        |                               |
| 火车站（经一路） |                       |                        |                                           |                        |                        |                        |                               |
| K21              | 重汽南路公交车场      | K34                    | 阳光舜城重华苑                            | K78                    | 朱庄                   | K83                    | 匡山小区 解放桥               |
| B84              | 赵家庄                | K90                    | 解放军第九六〇医院 解放军第九六〇医院西院 | B98                    | 烟台路淄博路 洪家楼    | K118                   | 公交祝甸车场 经十路营市街     |
| T201             | 公交祝甸车场 济南大学 | K302                   | 公交营运中心 泺口汽车站                   |                        |                        |                        |                               |
| 火车站（东街）   | 火车站（东街）        | 站前路南口             | 站前路南口                                | 站前路南口             | 站前路南口             | 站前路南口             | 站前路南口                    |
| K9               | 省建筑机械厂          | K29                    | 天桥南 文贤居                             | K49                    | 黄金山水郡公交车场     | D5-1路                 | 济南政务中心东门 龙奥大厦北门 |
| K51              | 环山小区              | 加下划线的为途径线路。 | 加下划线的为途径线路。                    | 加下划线的为途径线路。 | 加下划线的为途径线路。 | 加下划线的为途径线路。 | 加下划线的为途径线路。        |